# Arolik
La rivière Arolik est un cours d'eau d'Alaska, aux États-Unis situé dans la région de recensement de Bethel.

## Description
Longue de 14 milles (23 km), elle prend sa source au lac Arolik (East Fork Arolik) à l'Est et de la rivière South Fork Arolik au Sud, et coule à travers les monts Eek en direction du nord-ouest vers son embouchure, à 36 milles (58 km) au nord de Goodnews Bay, dans le delta du Yukon-Kuskokwim.
Son nom eskimo, Kwiyadik a été référencé en 1898.